# Bertie Wooster
Bertie Wooster (właściwie Bertram Wilberforce Wooster) – fikcyjna postać z serii popularnych angielskich opowiadań i powieści humorystycznych P.G. Wodehouse’a, jeden z pary głównych bohaterów (pojawiał się w nich od 1915 do 1974 r.), młody arystokrata będący pracodawcą idealnego kamerdynera Jeevesa.

## Historia i charakter postaci
Para Wooster i Jeeves pojawia się w kilkudziesięciu opowiadaniach P.G. Wodehouse’a publikowanych od 1915 r., oraz w kilkunastu powieściach publikowanych od 1934 do 1974 r. (w polskim tłumaczeniu wydano trzy z tych powieści: Dziękuję, Jeeves, Dewiza Woosterów oraz Wielce zobowiązany, Jeeves). W opowiadaniach z okresu I wojny światowej charaktery obu postaci nie są jeszcze skrystalizowane, niektóre imiona też są zmienione – pierwsze spotkanie Jeevesa i Woostera zostało opisane w opowiadaniu Jeeves Takes Charge z 1916 r. Akcja większości opowieści toczy się w Londynie i różnych wiejskich rezydencjach arystokratycznych w Anglii, scenerią tylko kilku z nich są Stany Zjednoczone. Umieszczone są w bezczasowym świecie stanowiącym wyidealizowaną wizję międzywojennej Anglii.
Efekt komiczny tych opowieści w dużej mierze pochodzi z faktu, iż będący narratorem zdecydowanej większości opowiadań i powieści Wooster, choć docenia swego genialnego służącego, nie jest świadom tego, że jest obiektem manipulacji. Wooster często popada w różne opresje, z których niezawodnie wyciąga go dzięki przygotowanym przez siebie planom (niekiedy realizowanym bez świadomości Woostera) Jeeves, posiadający rozległą wiedzę, inteligencję oraz szereg praktycznych umiejętności.
Wiele z przygód Woostera dotyczy spraw sercowych. Nigdy się nie ożenił, ale był zaręczony w niemalże każdym opowiadaniu i powieści. W wielu wypadkach wynikało to ze zbiegu okoliczności, wbrew woli samego Woostera. Mimo że gotów jest z honorem wywiązać z niechcianego zobowiązania, w każdym wypadku udaje mu się jednak uniknąć ślubu. Nieszczęśliwe zbiegi okoliczności, a także gotowość do poświęcenia własnej reputacji dla szczęścia przyjaciół, powodują, że wiele innych postaci z książek P.G. Wodehouse’a ma bardzo kiepskie zdanie o charakterze, inteligencji czy kondycji psychicznej Woostera. Ten, mimo ukończenia dobrych szkół (Eton College i Uniwersytet Oksfordzki), faktycznie nie przejawia zbytniej inteligencji, nie kala też swoich rąk pracą. Jest członkiem Klubu Trutni, zrzeszającego podobnych mu młodych arystokratów.
W opowieściach o Jeevesie i Woosterze często pojawiają się członkowie rodziny tego ostatniego, szczególnie dwie ciotki: Dalia (ulubiona ciotka Woostera, prezentująca dość swobodne podejście do życia) i Agata (przeciwieństwo swej siostry, pragnąca ożenić Woostera z kobietą, która weźmie Bertiego w karby dyscypliny). Rodzice Woostera nie żyją. Zgodnie z rodzinnymi opowieściami jego przodkowie mieli przybyć do Anglii z Wilhelmem Zdobywcą. Drugie imię Woostera zostało mu nadane wskutek nacisków ojca, który zdobył dużą wygraną na wyścigach postawiwszy na konia imieniem Wilberforce.
W powieści Ring for Jeeves Wooster trafia do szkoły, w której ludzie bogaci uczą się samodzielności na wypadek upadku hierarchii społecznych – jest to jedyna powieść, w której Jeeves pojawia się bez Woostera. Z kolei w powieści Dziękuję, Jeeves zamiłowanie Woostera do gry na banjolele doprowadza do tego, że Jeeves rezygnuje z pracy u niego (powraca, gdy Wooster porzuca banjolele).
Opowiadania i powieści P.G. Wodehouse’a o Jeevesie i Woosterze doczekały się wielu adaptacji: filmowych (pierwsza już w 1935 r.), teatralnych, radiowych (m.in. kilkuletnie słuchowisko BBC w latach 70. XX w.) i telewizyjnych (m.in. popularnego 23-odcinkowego serialu Jeeves and Wooster telewizji ITV z początku lat 90. XX w., w którym rolę Woostera grał Hugh Laurie), a także musicali.